# Hjalmar Christoffersen
Hjalmar Johan Christoffersen (Copenaghen, 1º dicembre 1889 – Copenaghen, 28 dicembre 1966) è stato un calciatore danese.

## Carriera

### Nazionale
Prese parte, con la sua Nazionale, hai Giochi olimpici del 1912 dove vinse la medaglia d'argento.

## Palmarès

### Nazionale
- Argento olimpico: 1

Stoccolma 1912